# Radiocentrum avalonense
Radiocentrum avalonense é uma espécie de gastrópode  da família Oreohelicidae.
É endémica dos Estados Unidos da América.